# Caleno
Caleno (fl. VI secolo a.C.) era famoso indovino presso gli Etruschi al tempo di Tarquinio il superbo, ultimo re di Roma.
Predisse i futuri destini della città, allorquando si era ritrovato una testa d'uomo negli scavi che si stavano effettuando sul monte Tarpeo per gittarvi le fondamenta del Campidoglio. Disse che la testa trovata indicava che Roma diventerebbe la prima città dell’universo, e perciò bisognava continuare il già cominciato lavoro della fabbrica del Campidoglio che si era sospeso perché il popolo aveva considerato il ritrovamento di quella testa un sinistro presagio.